# PGC 26671
PGC 26671, auch ESO 498-005, ist eine Balken-Spiralgalaxie im Sternbild Pyxis am Südsternhimmel. Die Galaxie ist etwas mehr als 99 Millionen Lichtjahre von der Milchstraße entfernt. Ein interessantes Merkmal dieser Galaxie ist, dass sich ihre Spiralarme bis ins Zentrum winden, so dass der Kern von ESO 498-G5 ein wenig wie eine Miniatur-Spiralgalaxie aussieht. 